# Grand Miklós
Grand Miklós (Rékas, 1837. június 28. – Buziás, 1893. szeptember 16.) tanító, méhész, vándortanító, a kortársai által „magyar Dzierzon”-ként emlegetett országos méhészeti felügyelő.

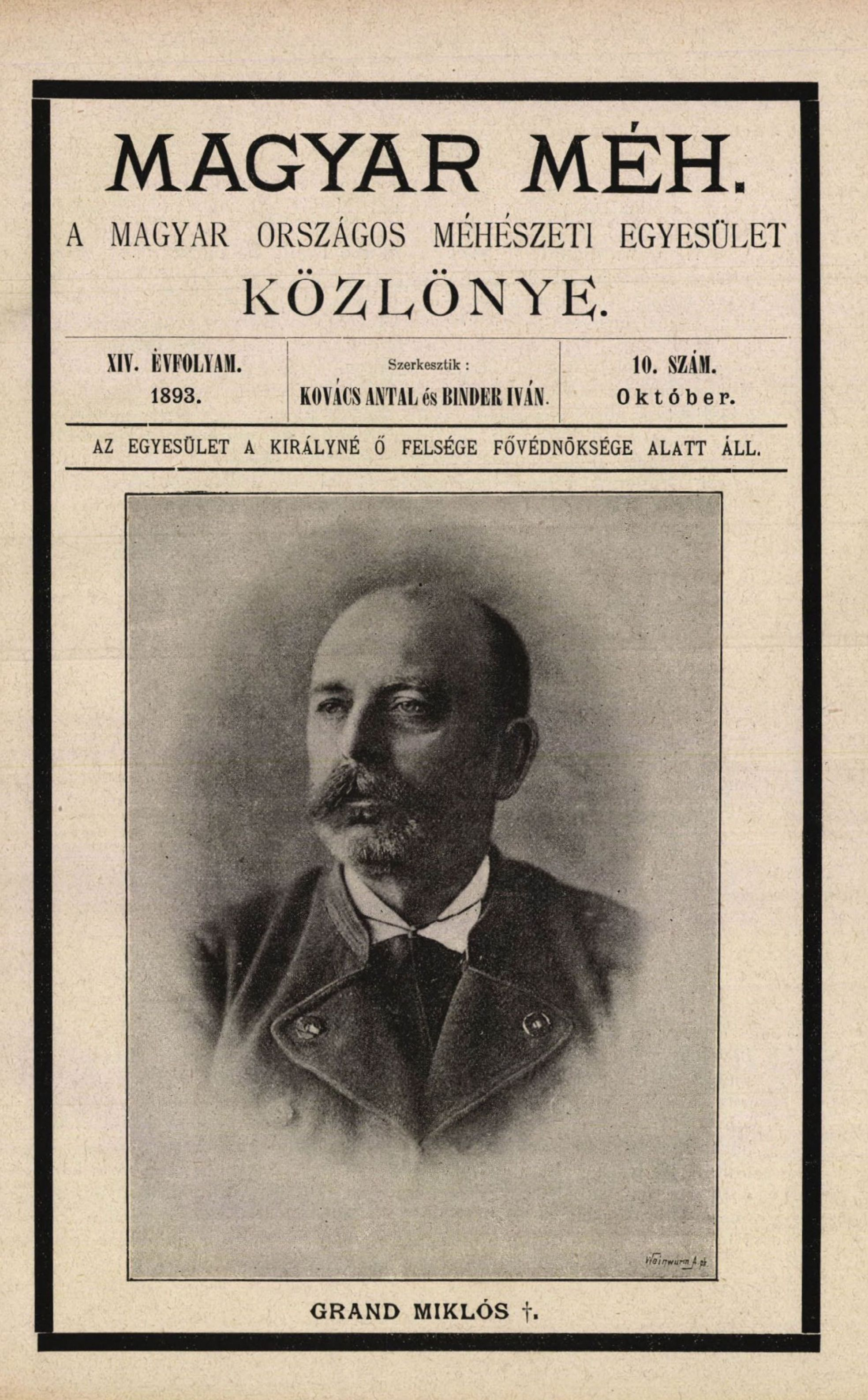
A Magyar Méh, 1893. október 10-i, gyász-száma

## Pályafutása
Grand Miklós felmenői franciák, valószínűleg lotaringiai származásúak voltak, családja, mint a többi francia telepes (így például Szenthubert, Szentborbála és Károlyliget – ma Bánátnagyfalu népessége) elnémetesedett. Apja Temes vármegye Bruckenau községében uradalmi főerdész volt, s 1847-ben, Grand Miklós tízéves korában elhunyt. A verseci reáliskolában tanult, majd a verseci tanítóképzőben szerzett főelemi tanítói oklevelet. 1856-tól Buziáson volt népiskolai tanító.
1856-ban megnősült, elvette Raidl Borbálát, akivel nem született gyermekük, de nevelőszülőkként örökbe fogadták Hammerschmidt Katalint, aki aztán öregségükig velük élve unokákkal ajándékozta meg őket. Férje Kovács Antal tanító lett, aki Grand Miklós méhészet iránti elkötelezettségét vitte tovább, s szellemi örököse lett.
Az oktatás tárgyai közé beemelte a méhészeti, a selyemhernyó-tenyésztési és a gyümölcsfakezelési ismereteket is, eredményesen művelte saját telkén, és az iskola gyakorló kertjében. Méheséből eredő jövedelméből 2,5 holdnyi szőlőbirtokot tudott vásárolni. Minden kiállításon, ahol megjelent, kitüntetéseket nyert (érmet, díszoklevelet, pénzbeli jutalmat).  Grand az 1872. év téli hónapjaiban méhészeti tanfolyamot nyitott Buziáson, előadásait esténként tartotta. A földmívelés-, ipar- és kereskedelmi minisztérium „a méhészet érdekeit emelendő, az ily célra rendelkezésére álló alapból” az ezen tanfolyamban résztvevő szorgalmas és szegényebb sorsú méhészek közt Schmiedl ingolstadti méhész–asztalos által kialakított szalma-méhkaptárakat osztott ki.
A társadalmi különbség ellenére egyik legjobb küzdőtársa, s céljainak támogatója báró Ambrózy Béla lett. 1881-ben 25 éves tanítói működését ünnepelte, amikor szeptembertől a földmívelés-, ipar- és kereskedelemügyi minisztérium, egyetértve a vallás- és közoktatásügyivel, Temes, Torontál, Krassó-Szörény, Bács-Bodrog, Arad és Csanád vármegyék területére méhészeti vándortanítónak nevezte ki. 1883/84-ben már tanfolyamot, szakelőadásokat rendeztetett a kormány Grand méhtelepén, Buziáson, tanítók részére, melynek anyagát „A méhészetről” címmel kötetben ki is adta (Budapest, 1884). Műve nagy népszerűségre tett szert, a 8.-tól a 10. bővített kiadást már veje, Kovács Antal adta közre Budapesten 1902-ben, 1903-ban és 1910-ben. Munkásságát siker koronázta, a felügyelete alatt lévő vármegyékben csaknem „minden községben iskolai méheseket hozott létre”. 
1885-ben tovább szélesítették – Ambrózy Béla támogatásával – irányítói hatáskörét, és a méhészeti vándortanítói intézmény szakfelügyelője és vezetője lett. Az országban hat méhészeti kerületet állítottak fel, amelyek élén szaktanítók álltak.
A Gustav Dathe és a Berlepsch-féle kaptárt előnyösen módosította, melyeket később az országos egyesület is elfogadott, és Országos Méhészeti Egyesületi kaptárnak, röviden Grand-féle kaptárnak nevezték, és még a 20. század elején is használták.
1873-ban részt vett Ambrózyval együtt a Délmagyarországi Méhészeti Egyesület alapításában, melynek előbb titkára, majd elnöke, végül örökös tiszteletbeli elnöke lett. 1893-ban koronás arany érdemkereszttel tüntették ki, melyet azonban halála miatt soha nem viselhetett.
Alapította és szerkesztette 1873-tól 1892. májusig többekkel együtt az Ungarische Biene-t és a Magyar Méh című havi szakfolyóiratot, 1877-től Kovács Antallal, a vejével, 1881-től 1889 végéig pedig Ambrózy Béla báróval Buziáson. Ezekben, valamint a Wochenblatt für Land- und Forstwirthe-ben (1874), a Néptanítók Lapjában (1880, 1882, 1890.), a Nemzetben (1891/2) és a Köztelekben (1893) 200-nál több méhészeti cikke jelent meg. A magyar nyelvet csupán halála előtt 15 évvel sajátította el.

## Emlékezete
Buziási lakóházát 1897. szeptember 26-án országos ünnepség keretében emléktáblával jelölték meg a magyar méhészek.

## Kapcsolódó szócikk
Méhlakás